# Ángel Sepúlveda
Ángel Baltazar Sepúlveda Sánchez (* 15. Februar 1991 in Apatzingán, Michoacán) ist ein mexikanischer Fußballspieler auf der Position eines Stürmers.

## Laufbahn
Sepúlveda begann seine fußballerische Laufbahn in der Saison 2007/08 bei den in der viertklassigen Tercera División spielenden Mapaches Nueva Italia aus Nueva Italia de Ruiz, der Hauptstadt des Municipio Múgica im Bundesstaat Michoacán. Am Ende derselben Spielzeit stieg Sepúlveda mit den Mapaches (dt. Waschbären) in die drittklassige Segunda División auf, in der die Mannschaft allerdings nur bis Anfang Oktober 2008 mitwirkte. Dann kam jenes kurzfristig abgesagte Auswärtsspiel bei einem Farmteam des Club América, als mexikanische Sondereinsatzkräfte unmittelbar vor dem geplanten Anpfiff den Vereinsboss Wenceslao „El Wuenchis“ Álvarez wegen vermeintlicher Verbindungen zu den Drogenkartellen La Familia Michoacana und Los Zetas festnahmen. Ohne Finanzier fiel die Mannschaft auseinander und absolvierte kein Spiel mehr, so dass die Spieler sich anderen Vereinen anschlossen.
Auf diese Weise kam Sepúlveda zu den Monarcas Zacapu, einem Farmteam des Erstligavereins Monarcas Morelia, in dessen erste Mannschaft er erstmals in der Apertura 2010 stieß. Von dort wurde er gelegentlich an andere Vereine der ersten und zweiten Liga verliehen. So spielte Sepúlveda zeitweise für die Potros Neza, den CF Atlante und den Querétaro FC, mit dem er in der Apertura 2016 den mexikanischen Pokalwettbewerb gewann.
Seit September 2016 ist Sepúlveda auch mexikanischer Nationalspieler und absolvierte bisher (bis einschließlich Ende Juli 2017) acht Länderspieleinsätze, in denen er zwei Tore erzielte.

## Erfolge
- Mexikanischer Pokalsieger: Apertura 2016